# 福田富昭
福田富昭（日语：／ Fukuda Tomiaki，1941年12月19日—），富山县滑川市出身，日本企业家、前摔跤运动员。他曾代表日本参加曼彻斯特举行的1965年世界摔跤锦标赛，获得男子自由式57公斤级金牌。

## 荣誉
- 旭日中绶章（2023年11月3日公布[2]）